# 濱野圭司
濱野 圭司（はまの けいじ、1956年8月1日 - ）は、大阪府出身のフリーアナウンサー。

## 来歴
立命館大学法学部2年次の1977年に初めて競馬場を訪れ、そこで初めて見たレースに魅了されたことで「競馬に関する仕事に就きたい」という意識が高まったという。
卒業後の1980年に近畿放送へ入社し、土曜・日曜競馬中継のメイン実況アナウンサーとして数多くの名勝負に立ち会う。日曜競馬中継内では14時台に「濱野圭司のデータは語る」のコーナーも設けられており、現在も出演中のOBCドラマティック競馬でもデータを重視した重賞予想を披露している。
1994年に退社した後は、関西でフリーアナウンサーとして活動。競馬はもとより、プロ野球、高校野球、ラグビー、サッカーなどのスポーツ実況も担当している。中でも牝馬クラシックの第1戦・開幕戦を飾る桜花賞では、局アナ時代の1985年から41年連続で実況を担当しており、Mr.桜花賞の異名を取っている。

## 現在の担当番組
- OBCドラマティック競馬（ラジオ大阪、メイン実況）
- サンテレビボックス席（サンテレビ、阪神戦実況）
- J SPORTS STADIUM 『野球好き』（J SPORTS、オリックス戦実況）

## 過去の担当番組
- FOX SPORTS ジャパン・BASEBALL CENTER （FOXムービーほか、オリックス戦実況）
- FM845  アクティブ845
- We Love Sports (KBS京都ラジオ）
- 男と女のラグタイム[1]
- なつめろ一番鶏[1]
- We Love Sports[1]
- ナイスモーニング[1]
- 今夜はアナだらけ[1]

## 主な競馬実況歴

### 局アナ時代
GIレース
- 桜花賞（1985年～1993年）
- 皐月賞（1993年）
- 東京優駿（1989年、1993年）
- 天皇賞 (春)（1987年、1988年、1992年）
- 宝塚記念（1989年、1990年、1993年）
- 菊花賞（1988年～1990年、1992年、1993年）
- エリザベス女王杯（1986年、1988年～1990年、1992年、1993年）
- マイルチャンピオンシップ（1988年～1991年）
- 阪神3歳ステークス→阪神3歳牝馬ステークス（1990年、1992年、1993年）
- 有馬記念（1993年）

その他
- 金杯 (西)（1993年、1994年）
- シンザン記念（1992年）
- 日経新春杯（1992年）
- 京都牝馬特別（1992年）
- きさらぎ賞（1992年）
- マイラーズカップ（1992年）
- 阪神大賞典（1992年）
- 4歳牝馬特別 (西)（1993年）
- 毎日杯（1993年）
- 京都4歳特別（1992年）
- 京阪杯（1992年）
- 阪急杯（1991年）
- CBC賞（1991年）
- 高松宮杯（1991年）
- 朝日チャレンジカップ（1992年）
- サファイヤステークス（1991年、1992年）
- 神戸新聞杯（1988年、1992年、1993年）
- ローズステークス（1991年～1993年）
- 京都大賞典（1992年、1993年）
- 京都新聞杯（1988年、1989年、1992年、1993年）
- スワンステークス（1991年、1992年）
- デイリー杯3歳ステークス（1988年、1991年）
- 阪神牝馬特別（1991年、1993年）
- ラジオたんぱ杯3歳牝馬ステークス（1988年）

### フリー転向後
GIレース
- 桜花賞（1994年～）
- 天皇賞・春（2021年、2025年）
- 秋華賞（2020年）
- 菊花賞（1994年〜2019年）
- マイルチャンピオンシップ（2020年）

その他
- シルクロードステークス（2020年）
- 京都記念（2020年）
- 阪急杯（2020年）
- フィリーズレビュー（2020年、2023年）
- 京都大賞典（2020年）